# Викторссон, Стина
Сти́на Ви́кторссон (швед. Stina Viktorsson; род. 27 июня 1985, Шеллефтео, Вестерботтен) — шведская кёрлингистка.
В составе женской сборной Швеции участник чемпионата мира 2008 (заняли шестое место), чемпион Европы (2010), двух зимних Универсиад. Двукратный чемпион Швеции среди женщин. В составе смешанной сборной Швеции серебряный призёр чемпионата Европы 2005. В составе юниорской женской сборной Швеции участник трёх чемпионатов мира (серебряные призёры в 2005, бронзовые в 2004). Трёхкратный чемпион Швеции среди юниоров.
В «классическом» кёрлинге (команда из четырёх человек одного пола) в основном играла на позиции четвёртого, была скипом своей команды.

## Достижения
- Чемпионат Европы по кёрлингу: золото (2010).
- Чемпионат Швеции по кёрлингу среди женщин: золото (2009, 2010), серебро (2007, 2008), бронза (2005).
- Чемпионат мира по кёрлингу среди юниоров: серебро (2005), бронза (2004).
- Чемпионат Швеции по кёрлингу среди юниоров: золото (2004, 2005, 2006), серебро (2001, 2002)[2].
- Чемпионат Европы по кёрлингу среди смешанных команд: серебро (2005).

- Команда всех звёзд (англ. All-Star Team) чемпионата мира среди юниоров: 2004.

## Команды
| Сезон                                          | Четвёртый        | Третий            | Второй                  | Первый                | Запасной                | Тренер           | Турниры                       |
| ---------------------------------------------- | ---------------- | ----------------- | ----------------------- | --------------------- | ----------------------- | ---------------- | ----------------------------- |
| 2002—03                                        | Lisa Löfskog     | Стина Викторссон  | Ann-Christine Nordqvist | Jenny Hammarström     | Мария Веннерстрём (ЧМЮ) | Кайса Бергстрём  | ЧМЮ 2003 (4 место)            |
| 2003—04                                        | Стина Викторссон | Anna Viktorsson   | Мария Веннерстрём       | Софи Сиден            | Jenny Zetterquist (ЧМЮ) |                  | ЧШЮ 2004 · ЧМЮ 2004           |
| 2004—05                                        | Стина Викторссон | Софи Сиден        | Мария Веннерстрём       | Jenny Zetterquist     | Сабина Краупп (ЧМЮ)     |                  | ЧШЮ 2005 · ЧМЮ 2005           |
| 2005—06                                        | Стина Викторссон | Мария Веннерстрём | Софи Сиден              | Matilda Rodin         | Сабина Краупп (ЧМЮ)     |                  | ЧШЮ 2006 · ЧМЮ 2006 (8 место) |
| 2006—07                                        | Стина Викторссон | Мария Веннерстрём | Hedvig Kamp             | Sigrid Kamp           |                         |                  | ЗУ 2007 (4 место)             |
| 2007—08                                        | Стина Викторссон | Мария Прюц        | Мария Веннерстрём       | Маргарета Сигфридссон | Сабина Краупп           | Андреас Прюц     | ЧМ 2008 (6 место)             |
| 2008—09                                        | Стина Викторссон | Мария Веннерстрём | Анна Домей              | Сара Карлссон         |                         | Сёрен Гран       | ЗУ 2009 (6 место)             |
| 2009—10                                        | Стина Викторссон | Nina Bertrup      | Мария Веннерстрём       | Маргарета Сигфридссон |                         |                  |                               |
| 2010—11                                        | Стина Викторссон | Кристина Бертруп  | Мария Веннерстрём       | Маргарета Сигфридссон | Агнес Кнохенхауэр       | Рикард Хальстрём | ЧЕ 2010                       |
| Кёрлинг среди смешанных команд (mixed curling) |                  |                   |                         |                       |                         |                  |                               |
| 2005—06                                        | Никлас Эдин      | Стина Викторссон  | Себастьян Краупп        | Anna Viktorsson       |                         |                  | ЧЕСК 2005                     |

(скипы выделены полужирным шрифтом)